# Сайн-Витгенштейн-Сайн, Александр
Князь Александр Конрад Фридрих Генрих цу Сайн-Витгенштейн-Сайн (род. 22 ноября 1943 года в Зальцбурге, Австрия) — немецкий бизнесмен, глава рода Сайн-Витгенштейнов, вице-президент организации Europa Nostra, руководитель её отделения в Германии.

## Биография
Родился в семье Людвига (1915—1962), 6-го князя Сайн-Витгенштейн-Сайн (правнук декабриста Л. П. Витгенштейна и Леониллы Барятинской) и его жены баронессы Марианны фон Майер-Мелнхоф (1919—2025). Стал главой княжеского дома после смерти отца.
В 1968 году получил диплом магистра делового администрирования. С 1986 по 2013 год он занимал пост президента Ассоциации замков Германии, на котором он был избран 28 апреля 2013 года почётным президентом, а также президент «Stiftung der Deutschen Burgenvereinigung» (немецкого фонда Ассоциации замков).

## Брак и дети
Александр цу Сайн-Витгенштейн-Сайн женился на графине Габриэлле Шёнборн-Визентейд (родилась в 1950), в 1969 году в Поммерсфельдене. У супругов родились семь детей:
- Генрих (родился в 1971), женат с 2003 года на донне Присцилле Инчизе делла Роккетта (род. 1975)[7] двое детей:
  - Людовико (родился в 2006)
  - Элеонора (родилась в 2008)
- Александра (родилась в 1973), с 1994 года замужем за принцем Карлом-Ойгеном цу Эттинген-Эттинген и Эттинген-Валлерштейн, развод в 2002 году
  - Елена (родилась в 1995)
  - Иоганнес (родился в 1998)
- Казимир (родился в 1976), с 2000 года состоял в браке с Коринной Ларсен (род. 1965), развод в 2005 году. С 2019 года женат на модели американо-колумбийского происхождения Алане Бунте. 
  - Александр (родился в 2002) от первого брака
  - Иоганн Фридрих Салентин (родился в 2020) от второго брака
  - Георг Людвиг Станислав (родился в 2023) от второго брака
  - Аннунциата (родилась в 2024) - от второго брака[8]
- Филиппа (1980—2001), в 2001 году вышла замуж за графа Витторио Мазетти Д’Альбертиса (родился в 1965), погибла через три месяца в автокатастрофе, детей нет
- Людвиг (родился в 1982)[9]женат с 2011 года на графине Филиппе Спанокки
- София (родилась в 1986)- вышла замуж в 2020 году.
- Петер (родился в 1992)